# Clubiona diversa
Clubiona diversa là một loài nhện trong họ Clubionidae.
Loài này thuộc chi Clubiona. Clubiona diversa được Octavius Pickard-Cambridge miêu tả năm 1862.